# Julian Baas
Julian Baas (* 16. April 2002 in Dordrecht) ist ein niederländischer Fußballspieler.
Der zentrale Mittelfeldspieler spielte seit seiner Jugend für Excelsior Rotterdam, ehe er im Sommer 2024 zum Lokalrivalen Sparta Rotterdam wechselte. Des Weiteren gehört er zum Kader der niederländischen U21-Nationalmannschaft.

## Karriere

### Verein
Julian Baas wurde in der in der Provinz Zuid-Holland gelegenen Stadt Dordrecht, 20 Kilometer von Rotterdam entfernt, geboren und spielte dort für Oranje-Wit Dordrecht sowie für den FC Dordrecht, dem größten Verein der Stadt. In Rotterdam gibt es mit Feyenoord, Sparta sowie Excelsior drei Profivereine und im Jahr 2018 wechselte er in die Jugendabteilung des drittgenannten Rotterdamer Vereins. Ab diesem Zeitpunkt durchlief Baas die Jugendmannschaften von Excelsior und gab am 29. August 2020 im Alter von 18 Jahren schließlich beim 6:1-Auswärtssieg im Zweitligaspiel gegen die Zweitvertretung von PSV Eindhoven sein Profidebüt, wobei ihm in dieser Partie auch eine Vorlage gelang. Bereits in seinem ersten Jahr im Profibereich kam er regelmäßig zum Einsatz, wobei er nicht immer in der Startaufstellung stand. Excelsior Rotterdam verpasste als Tabellenneunter die Qualifikation für die Auf-und-Abstiegs-Play-offs und musste somit seine Erstligaträume begraben. Auch eine Spielzeit später lief Julian Baas regelmäßig in der Profimannschaft auf und war dabei in der Hinrunde erste Wahl im Mittelfeld der Rotterdamer – er wurde im linken oder rechten Mittelfeld eingesetzt –, während er während der Rückrunde dann oftmals wieder Einwechselspieler war. Mit acht Torvorlagen sowie zwei selbst erzielten Treffern trug er zur Teilnahme an den Auf-und-Abstiegs-Play-offs bei und nachdem sich Excelsior gegen Roda JC Kerkrade, Heracles Almelo sowie nach Elfmeterschießen ADO Den Haag durchsetzen konnte, war der Aufstieg in die Eredivisie – zuletzt waren sie in der höchsten niederländischen Spielklasse im Jahr 2019 vertreten – perfekt. Während den Play-offs hatte er vier Torvorlagen gegeben.
Typisch für einen Aufsteiger, spielte Excelsior Rotterdam gegen den Abstieg aus der Eredivisie, doch sie standen während der Saison nicht ein einziges Mal auf einem direkten Abstiegsplatz und mit Platz 15 gelang der direkte Klassenerhalt. Julian Baas gehörte über weite Strecken der Saison – eingesetzt auf verschiedenen Positionen – zu den Stammspielern und trug mit fünf Vorlagen sowie drei Treffern zum Ligaverbleib bei.
Im Sommer 2024 wechselte Baas ablösefrei zu Sparta Rotterdam und unterzeichnete einen Vertrag bis Mitte 2027. Bereits Ende Januar 2025 wechselte er auf Leihbasis bis Saisonende nach Deutschland zum Zweitligisten Eintracht Braunschweig, die sich zudem eine Kaufoption sicherten. Diese wurde nicht gezogen.

### Nationalmannschaft
Im November 2023 gehörte Julian Baas in den EM-Qualifikationsspielen in Almere gegen Gibraltar und in Borås gegen Schweden zum Kader der U21 von „Oranje“, kam allerdings nicht zum Einsatz.